# Parlamentswahl in Gibraltar 1992
- GSLP: 8
- GSD: 7

Die Parlamentswahl in Gibraltar 1992 fand am 16. Januar des Jahres statt.

## Ergebnis
Sie wurde von der Gibraltar Socialist Labour Party (GSLP) von Joe Bossano gewonnen, die 73,07 % der Stimmen und 8 der 15 verfügbaren Sitze übernahm und damit zum zweiten Mal in Folge den Sieg davontrug.
| Parlamentswahl von Gibraltar 1992 | Parlamentswahl von Gibraltar 1992                 | Parlamentswahl von Gibraltar 1992 | Parlamentswahl von Gibraltar 1992 | Parlamentswahl von Gibraltar 1992 | Parlamentswahl von Gibraltar 1992 | Parlamentswahl von Gibraltar 1992 |
| Partei                            | Partei                                            | Stimmen                           | %                                 | ±                                 | Sitze                             | ±                                 |
| --------------------------------- | ------------------------------------------------- | --------------------------------- | --------------------------------- | --------------------------------- | --------------------------------- | --------------------------------- |
|                                   | Gibraltar Socialist Labour Party                  | 65.997                            | 73,07 %                           | ▲14,85 %                          | 8                                 | ▬                                 |
|                                   | Gibraltar Social Democrats                        | 18.263                            | 20,22 %                           | Neu                               | 7                                 | Neu                               |
|                                   | National Party of Gibraltar                       | 4.209                             | 4,66 %                            | Neu                               | 0                                 | Neu                               |
|                                   | Association for the Advancement of Civil Rights * | 1.847                             | 2,05 %                            | ▼27,30 %                          | 0                                 | ▼7                                |
| Gesamt                            | Gesamt                                            | 90.316                            | 100 %                             |                                   | 15                                | ▬                                 |